# Dicranomyia halophila
Dicranomyia halophila är en tvåvingeart som först beskrevs av Alexander 1929.  Dicranomyia halophila ingår i släktet Dicranomyia och familjen småharkrankar. Inga underarter finns listade i Catalogue of Life.